# Periscepsia
Periscepsia är ett släkte av tvåvingar. Periscepsia ingår i familjen parasitflugor.

## Dottertaxa tillPeriscepsia, i alfabetisk ordning[1][2]
- Periscepsia amicula
- Periscepsia anacantha
- Periscepsia barbata
- Periscepsia canina
- Periscepsia carbonaria
- Periscepsia caviceps
- Periscepsia cinerosa
- Periscepsia clesides
- Periscepsia cleui
- Periscepsia cuculliae
- Periscepsia decolor
- Periscepsia delphinensis
- Periscepsia flavisquamis
- Periscepsia fratella
- Periscepsia fressa
- Periscepsia glossinicornis
- Periscepsia gravicornis
- Periscepsia guttipennis
- Periscepsia handlirschi
- Periscepsia helymus
- Periscepsia jugorum
- Periscepsia kirbyiformis
- Periscepsia labradorensis
- Periscepsia laevigata
- Periscepsia laniventrsi
- Periscepsia lateralis
- Periscepsia latifrons
- Periscepsia lindneri
- Periscepsia meyeri
- Periscepsia misella
- Periscepsia natalica
- Periscepsia nigra
- Periscepsia nubilipennis
- Periscepsia pallidipennis
- Periscepsia parasita
- Periscepsia philippina
- Periscepsia plorans
- Periscepsia polita
- Periscepsia propleuralis
- Periscepsia prunaria
- Periscepsia prunicia
- Periscepsia ringdahl
- Periscepsia rohweri
- Periscepsia rufipes
- Periscepsia rufitibia
- Periscepsia rupestris
- Periscepsia salti
- Periscepsia spathulata
- Periscepsia stylata
- Periscepsia turkmenica
- Periscepsia umbrinervis
- Periscepsia vidua
- Periscepsia zarema
- Periscepsia z-fuscum